# Arnold Caussin
Arnold Caussin né en  1510. Musicien et compositeur de la Renaissance. Étudiant à l'université Jagellonne de Cracovie (1526), il est inscrit comme : "Arnoldus Caussin de Ath ex Hanoniensi Comitatu, Iusquin [des Prés] magnus musicus discipulus". Il était donc élève de Josquin des Prés.